# Thanh quan
Thanh quan còn có tên là rìa xanh, dâm xanh, chim chích, chuỗi ngọc, chuỗi xanh, chuỗi vàng (danh pháp khoa học: Duranta erecta L.), là một loài thực vật thuộc họ Cỏ roi ngựa (Verbenaceae).

## Mô tả
Cây cao từ 0,5 đến 2m. Lá có hình dạng thay đổi, mép nguyên hay răng cưa. Hoa tập trung đầu cành, chùm dài có nhiều bông màu tím nhạt. Quả hạch màu vàng mọc thành chùm như chuỗi ngọc, rất lâu rụng nên có thể dùng làm cảnh đẹp. Cây ra hoa quanh năm.

## Sử dụng
Do cây có lá nhiều và nhỏ, màu xanh sậm nên thường được gây trồng thành cây viền chạy quanh các bồn hoa, hoặc trồng thành cây hàng rào.
Cây có nguồn gốc từ México, được gây trồng rộng rãi khắp thế giới. Ở Việt Nam, chuỗi ngọc được xem là loài cây số một được gây trồng rộng rãi nhất, số lượng nhiều nhất trong số các loại cây cảnh, cây bụi. Số liệu tính toán cho thấy mỗi ngày chuỗi ngọc được gây trông ít nhất là 500.000 cá thể. Cây chuỗi ngọc xuất hiện hầu như nọi nơi, mọi chốn trên khắp lãnh thổ Việt Nam: trên các dải phân làn, đảo giao thông, trong công viên, vườn hoa, trong các khu biệt thự, trường học, bệnh viện, trong các doanh trại quân đội, cơ quan công sở. 

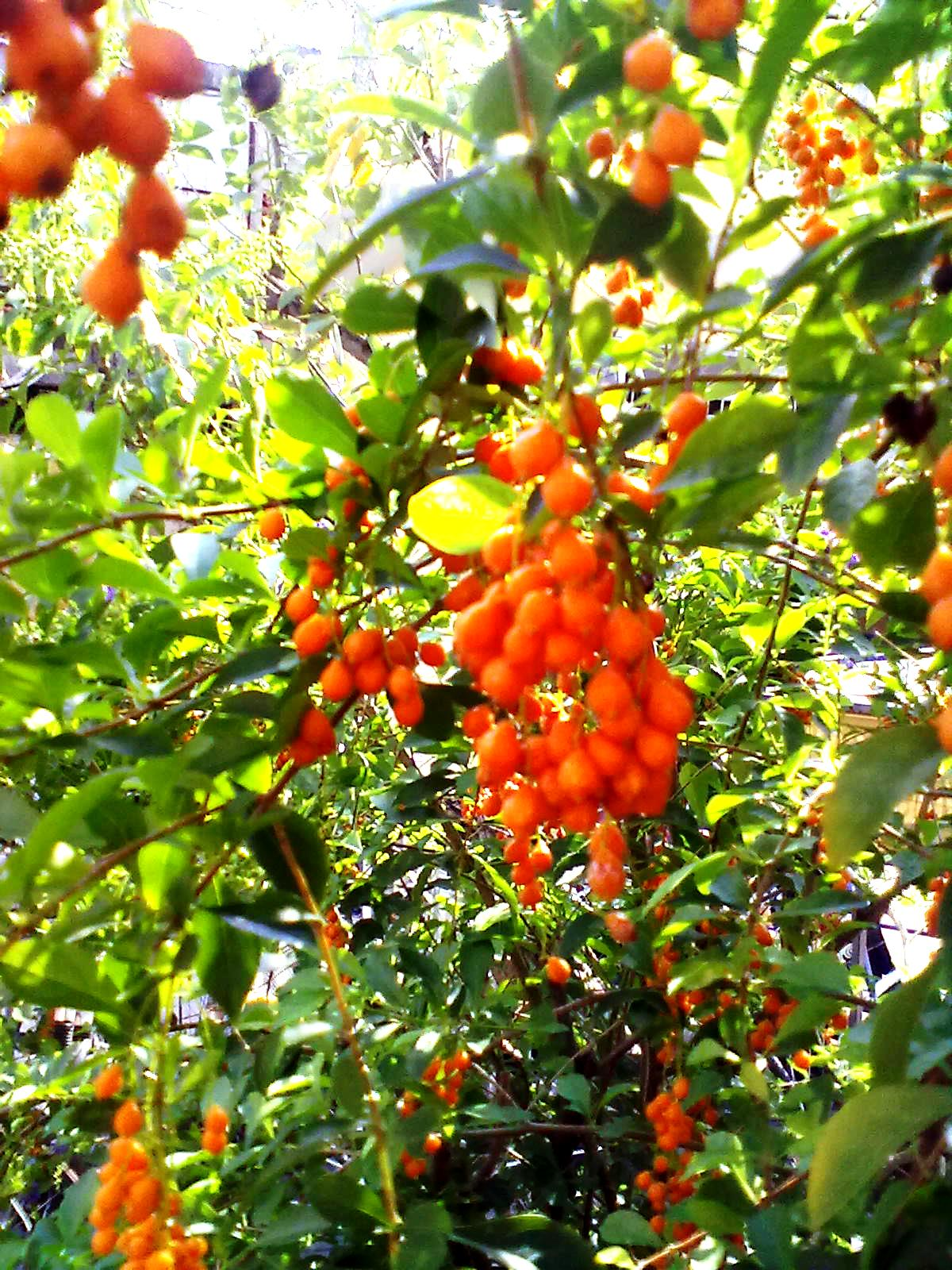
Quả cây thanh quan mọc thành chùm

## Hình ảnh

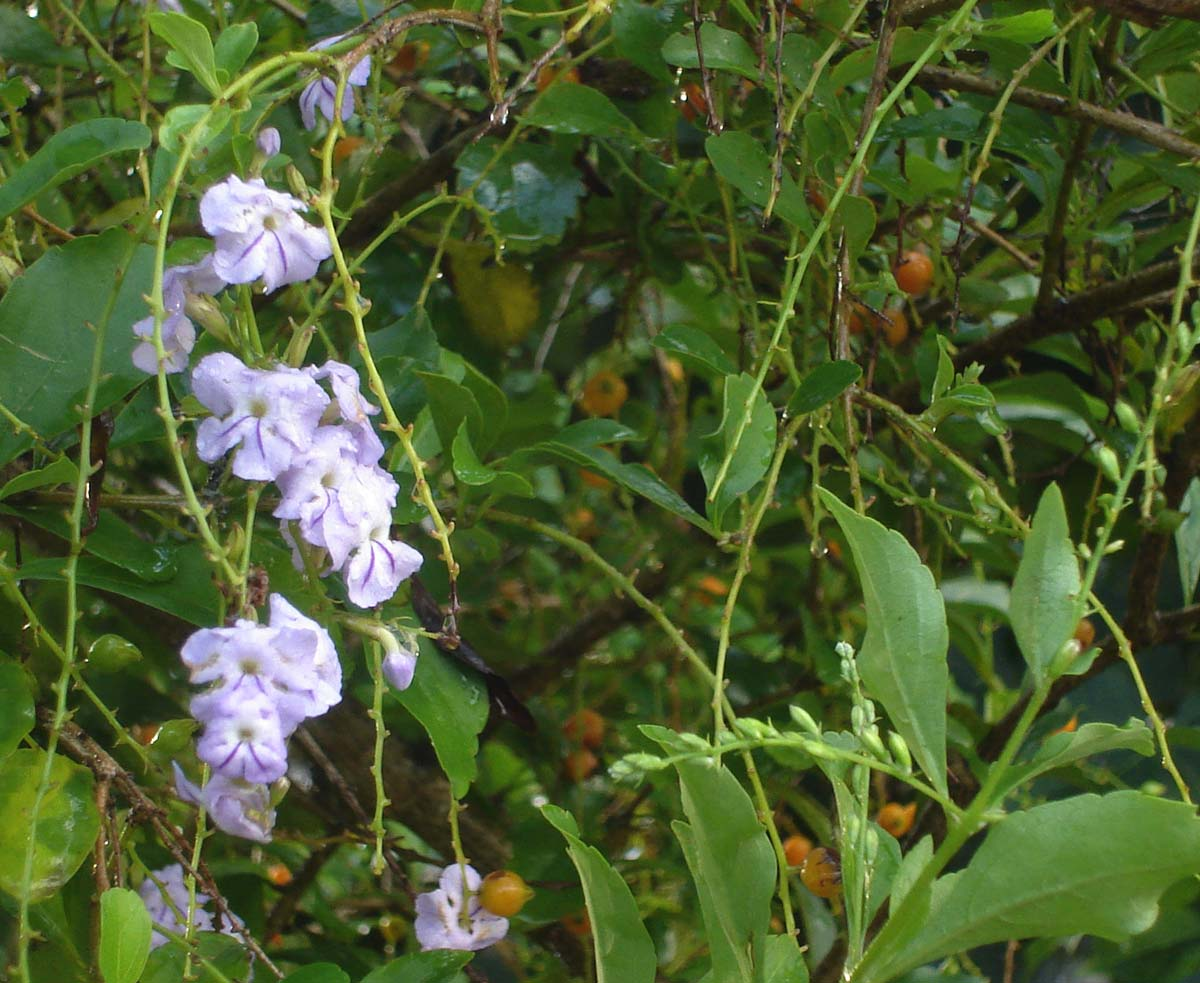
Hoa và lá
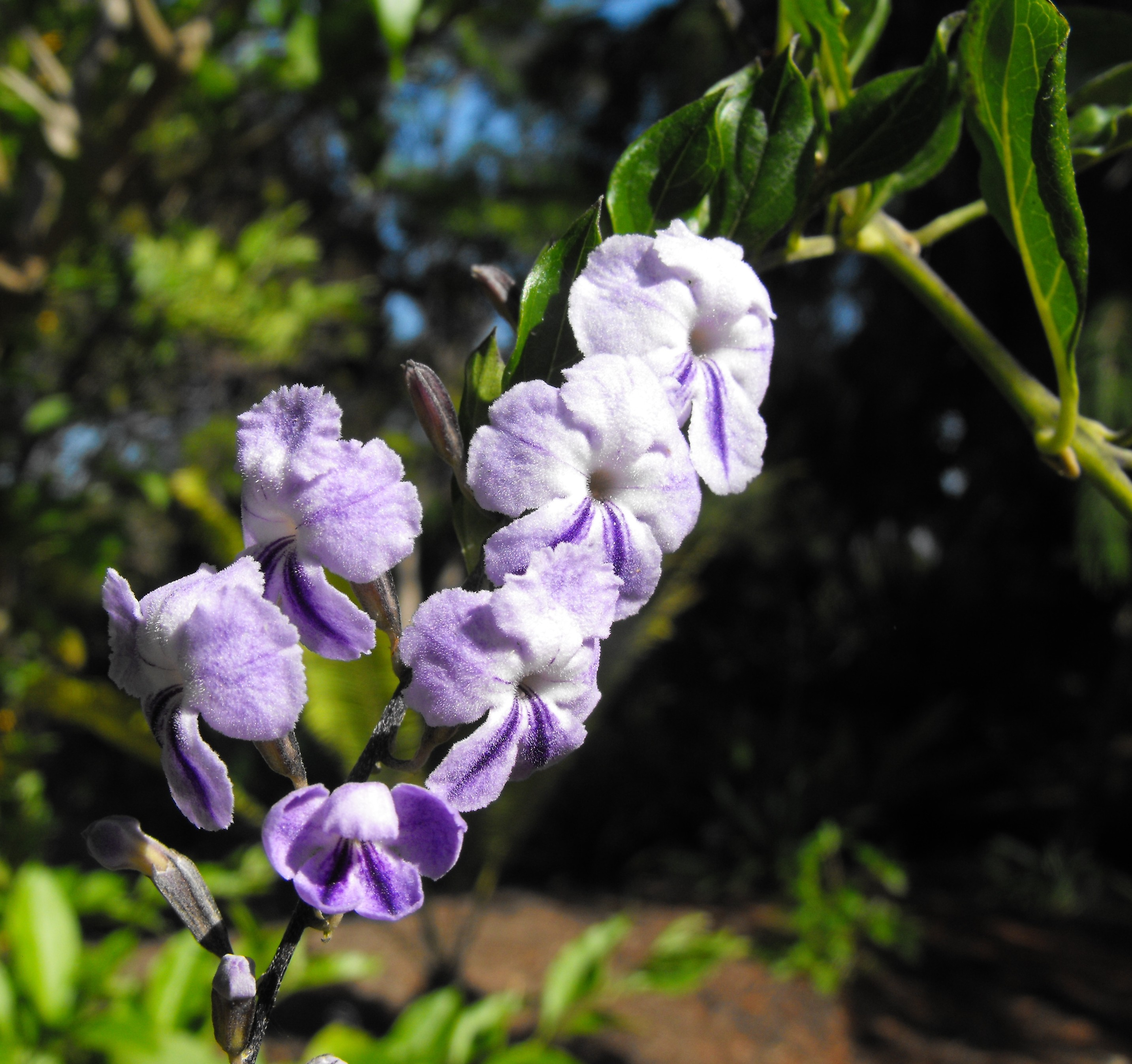
Hoa